# Lissonota ibericator
Lissonota ibericator là một loài tò vò trong họ Ichneumonidae.